# Urticae

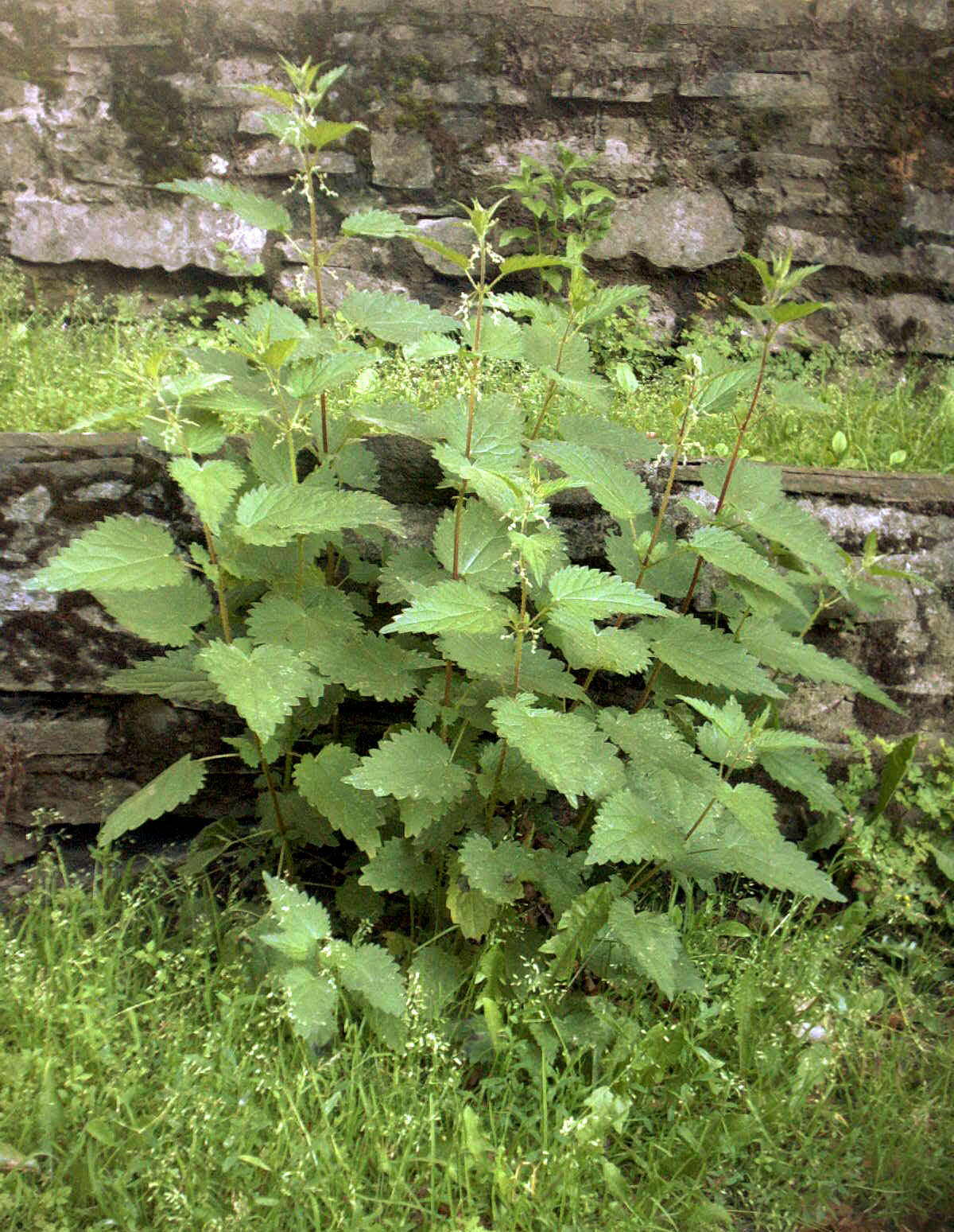
Urtiga

Urticae, na classificação taxonômica de Jussieu (1789), é uma ordem botânica da classe Dicotyledones, Diclinae (flores unissexuadas), Apetalae (não tem corola), com os estames separados; isto é, em uma flor diferente dos pistilos.
Apresenta os seguintes gêneros:
- Ficus, Ambora, Dorstenia, Hedycaria, Perebea, Cecropia, Artocarpus, Morus, Elatostema, Boehmeria, Procris, Urtiga, Forskaalea, Parietaria, Ptranthus, Humulus, Cannabis, Theligonum, Gunnera, Misandra, Piper, e outros.